# See the Light
See the Light é o oitavo álbum de estúdio da banda estadunidense de ska punk Less Than Jake, lançado em 12 de novembro de 2013. nos formatos CD, LP e download digital.
O álbum foi divulgado em uma turnê na América do Norte, e a banda também planejava shows no Canadá, sudeste estadunidense, Japão, Brasil e Reino Unido.

## Gravações e conceito
Sobre o álbum, o guitarrista e vocalista Chris DeMakes disse: "See the Light é puro Less Than Jake. 13 canções que foram escritas, gravadas e produzidas em nossa cidade natal de Gainesville, Flórida. Você nunca sabe o que as pessoas irão achar quando você lança música nova. Tudo o que você pode fazer é o que vem do seu coração e nós achamos que conseguimos alcançar o que pretendíamos com essas novas canções. Espero que os fãs sintam a mesma paixão por ete álbum que nós sentimos." O baixista e vocalista Roger Lima afirmou: "este álbum só tem novas canções e novas vibrações, gravadas apenas no nosso modo antigo."
O baterista e compositor Vinnie Fiorello chamou as letras de "superpositivas". Ele também elegeu o álbum como o seu favorito da banda porque foi o primeiro álbum deles em anos sem participação de pessoas de fora da banda. Eles produziram e escreveram o álbum todo sozinhos. Ele também diz que a banda aplicou todo o conhecimento adquirido em álbuns anteriores.
Roger ecoou as palavras de Vinnie, dizendo ainda que é um álbum "de volta aos princípios" porque não tiveram qualquer tipo de orientação quando começaram. Ele também descreveu a capa:
| “ | Estamos basicamente convidando todos a entrarem para literalmente verem a luz [em alusão ao nome do álbum]-encontrarem a positividade em algo, encontrarem seu próprio caminho, aproveitarem a viagem, e fazerem algo acontecer que valha a pena. Esse é basicamente o conceito todo. Sabe, estou feliz que é uma coisa genérica e que os fãs podem interpretar em seu próprio jeito individual (...) | ” |

## Faixas
| N.º | Título                                  | Duração |  |
| 1.  | "Good Enough"                           |         |  |
| 2.  | "My Money is on the Long Shot"          |         |  |
| 3.  | "Jump"                                  |         |  |
| 4.  | "The Loudest Songs"                     |         |  |
| 5.  | "Do the Math"                           |         |  |
| 6.  | "Bless the Cracks"                      |         |  |
| 7.  | "John the Baptist Bones"                |         |  |
| 8.  | "American Idle"                         |         |  |
| 9.  | "The Troubles"                          |         |  |
| 10. | "Give Me Something to Believe In, Inc." |         |  |
| 11. | "Sunstroke"                             |         |  |
| 12. | "A Short History Lesson"                |         |  |
| 13. | "Weekends All Year"                     |         |  |

## Créditos
- Chris Demakes - guitarra, vocais
- Roger Manganelli - baixo, vocais
- Vinnie Fiorello - bateria
- Buddy Schaub - trombone
- Peter "JR" Wasilewski - saxofone, vocais

## Paradas
| Parada (2013)                                 | Melhor posição |
| --------------------------------------------- | -------------- |
| Estados Unidos (Billboard 200)                | 154            |
| Estados Unidos (Top Rock Albums)              | 33             |
| Estados Unidos (Top Alternative Albums)       | 21             |
| Estados Unidos (Billboard Independent Albums) | 24             |